# Чулегольм
Замок Чулегольм (швед. Tjolöholms slott) — споруда світської архітектури розташована над фіордом Кунґсбака, у муніципалітеті Кунґсбака, графстві Галланд, Швеція. Замок був збудований у англійському тудорстилі між 1898 — 1904 роками, за проектом архітектора Ларса Ізраїля Вагльмана. У 1991 році отримав статус пам'ятки. Нині є власністю і управляється Фондом Чулегольма.

## Історія
У 1892 році Чулегольм був придбаний Джеймсом Фредріком Діксоном, який вирішив спорудити на місці старого особняка виконаного під замок в псевдоренесансному стилі новий палац. Проект виконав молодий архітектор Ларс Ізраїль Вагльман. Невдовзі Джеймс Фредрік Діксон помер і будівництво довелося завершувати вдові Бланш Діксон. Будівництво завершено 1904 року. Замок став одним з останніх великих подібних споруд у Швеції. Камінь-граніт для фасадів добувався в Англії. Меблі також доставлені із Лондона. Інтер'єр є одним з найкращих зразків декоративно-прикладного мистецтва. Замок отримав статус пам'ятки 1991 року.

## Сучасність
Нині є власністю і управляється Фондом Чулегольма. Замок є відкритим для громадськості. Чулегольм відвідують близько 200 тисяч туристів на рік.
Від 1988 року в замку урочисто відзначають Різдво Христове. Щороку від листопада тут відбуваються різдвяні ярмарки, де місцеві майстри пропонують на продаж свої вироби. Під час адвенту, у церкві, що розташована поблизу палацу, організовуються концерти, зокрема і 13 грудня, на відзначення Дня Святої Люції.
2010 року у замку проходили зйомки фільму данського режисера Ларса фон Трієра «Меланхолія».